# 韓法史
韓 法史（かん ほうし、生没年不詳）は、『新撰姓氏録』未定雑姓右京に登場する「高麗国 帯方国主」、日本の氏族・朝明氏の祖。

## 人物
「帯方国主」は、公孫氏が204年に朝鮮半島に設置した植民地である「帯方郡」の支配層のこととみられる。
全徳在（朝鮮語: 전덕재、檀国大学）は、「帯方国主」と伝えられる韓法史は、帯方郡で勢力を張った中国系豪族の楽浪韓氏の出身であり、314年頃に高句麗が帯方郡を滅ぼした後、高句麗に吸収された楽浪韓氏の遺民とみて間違いない、と指摘している。